# Îlet à Cabrit
Îlet à Cabrit är en ö i Guadeloupe (Frankrike). Den ligger i den södra delen av Guadeloupe, 20 km sydost om huvudstaden Basse-Terre. Arean är 0,59 kvadratkilometer.
Terrängen på Îlet à Cabrit är lite kuperad. Öns högsta punkt är 71 meter över havet. Den sträcker sig 0,9 kilometer i nord-sydlig riktning, och 1,2 kilometer i öst-västlig riktning.